# Avraham Shlonsky
Abraham Shlonsky (Kremenčuk, 6 marzo 1900 – Tel Aviv, 18 maggio 1973) è stato un poeta israeliano di origine ebreo-russa.

## Biografia

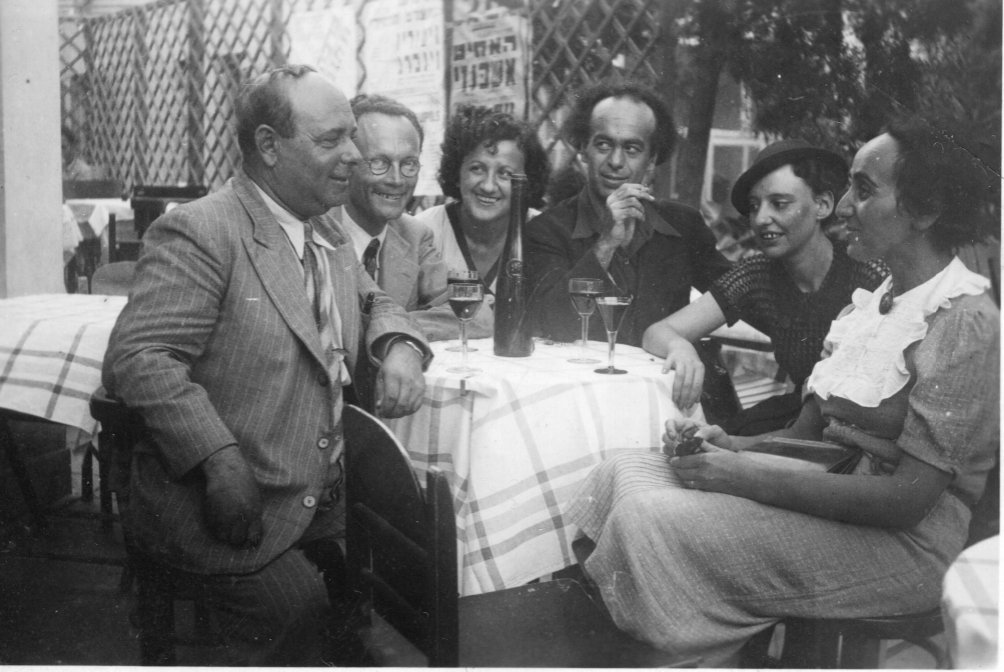
Moshe Lifshits, Israel Zamora, la ospite Luba Goldberg, Avraham Shlonsky, Lea Goldberg, Yocheved Bat-Miriam (1938)

Di famiglia chassidica, studiò a Tel Aviv e ad Ekaterinoslav, e nel 1921 si stabilì definitivamente in Palestina. Condusse su giornali e riviste la sua battaglia per il rinnovamento della poesia ebraica, sia nei temi, sia nella lingua e nella prosodia. Partecipò inoltre attivamente – come autore e traduttore dal russo – alla nascita e allo sviluppo del teatro dei lavoratori Ohel, nel quale recitava sua moglie Lucia.
Tra le numerose raccolte, tutte estremamente partecipi delle crisi e delle tragedie contemporanee, dai pogrom russi all'olocausto, Pietre grezze (1960) è la più matura e significativa.
Nel 1967 gli venne assegnato il Premio Israele per la letteratura.